# Torula caligans
Torula caligans är en svampart som först beskrevs av Bat. & H.P. Upadhyay, och fick sitt nu gällande namn av M.B. Ellis 1971. Torula caligans ingår i släktet Torula, divisionen sporsäcksvampar och riket svampar.   Inga underarter finns listade i Catalogue of Life.